# 川辺沖駅
川辺沖駅（かわべおきえき）は、福島県石川郡玉川村大字川辺にある、東日本旅客鉄道（JR東日本）水郡線の駅である。

## 歴史
- 1959年（昭和34年）6月1日：開業[2]。
- 1987年（昭和62年）4月1日：国鉄分割民営化により、JR東日本の駅となる[2]。

## 駅構造
単式ホーム1面1線を有する地上駅である。ホーム上に待合所が設置されている。
水郡線統括センター（常陸大子駅）管理の無人駅である。

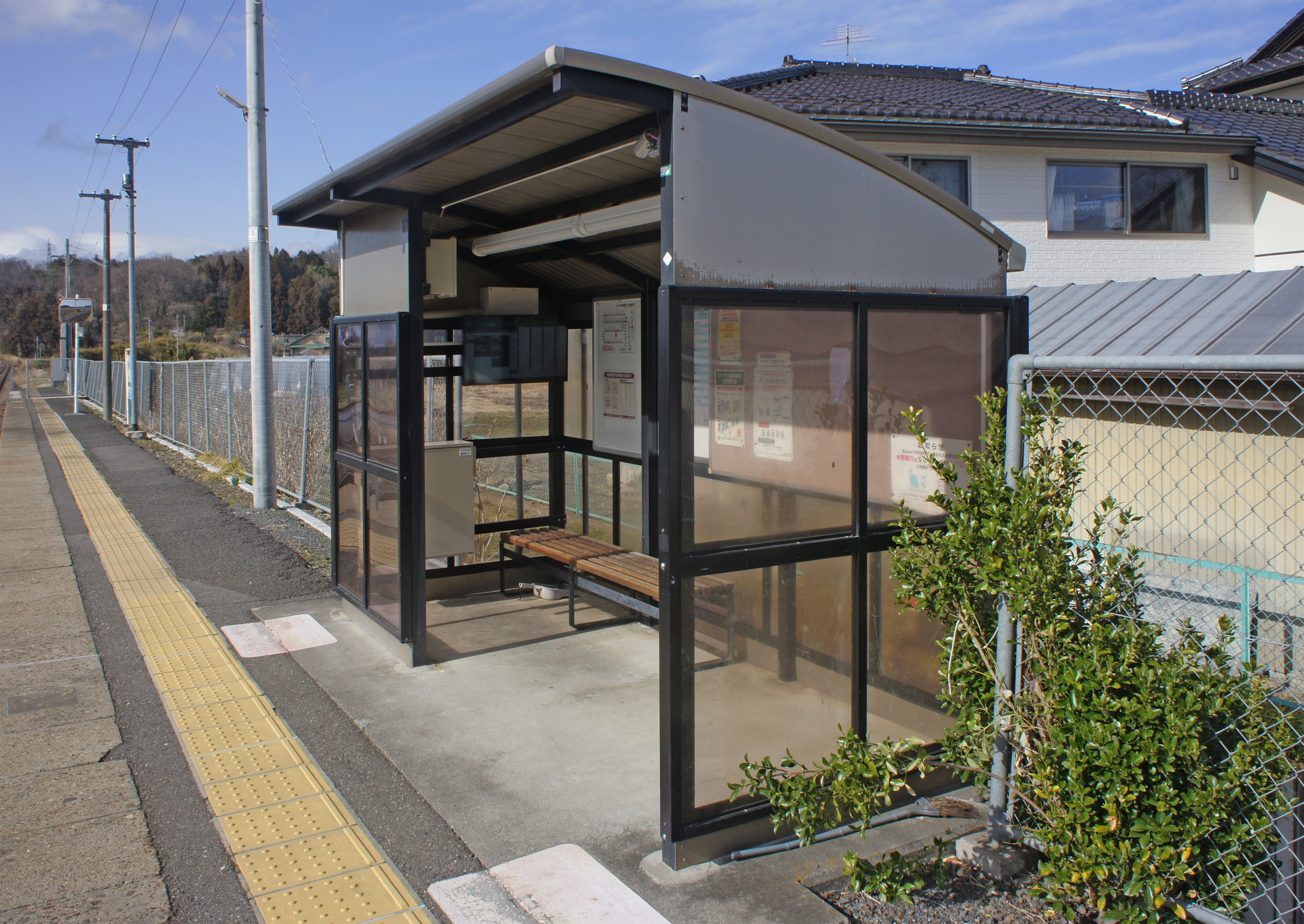
待合所（2022年3月）
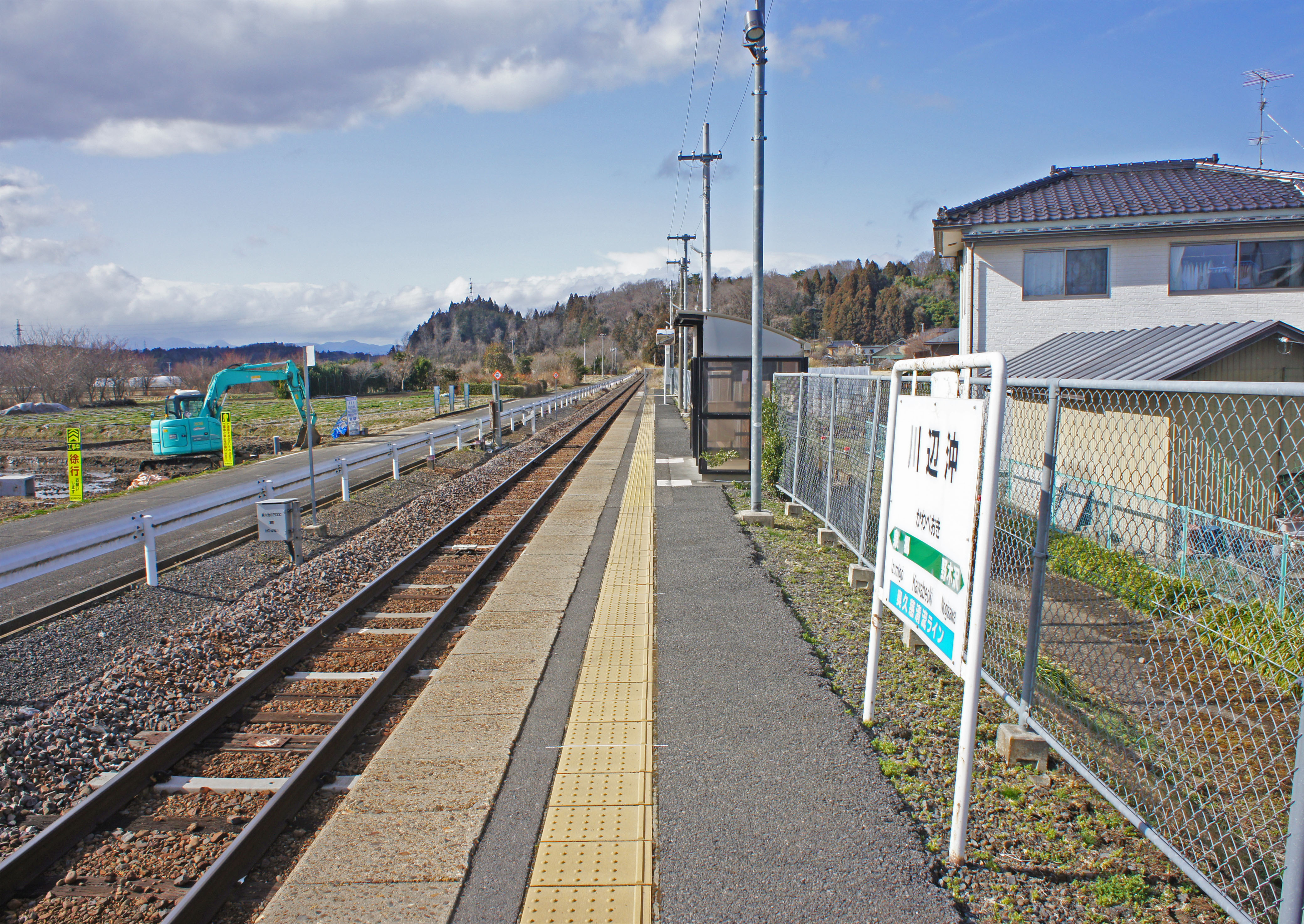
ホーム（2022年3月）

## 利用状況
「福島県統計年鑑」によると、2000年度（平成12年度）- 2004年度（平成16年度）の1日平均乗車人員の推移は以下のとおりであった。
| 乗車人員推移       | 乗車人員推移     | 乗車人員推移 |
| 年度               | 1日平均 乗車人員 | 出典         |
| ------------------ | ---------------- | ------------ |
| 2000年（平成12年） | 58               | [ 3 ]        |
| 2001年（平成13年） | 60               | [ 4 ]        |
| 2002年（平成14年） | 60               | [ 5 ]        |
| 2003年（平成15年） | 63               | [ 6 ]        |
| 2004年（平成16年） | 47               | [ 7 ]        |

## 駅周辺
- 川辺八幡神社
- 阿武隈川
- 国道118号
- 福島県道284号曲木中野目線
- あぶくま高原道路 玉川インターチェンジ
- 福島交通「川辺東口」停留所

## 隣の駅
東日本旅客鉄道（JR東日本）
■水郡線
野木沢駅 - 川辺沖駅 - 泉郷駅